# Bent Larsen (roer)
 For alternative betydninger, se Bent Larsen (flertydig). (Se også artikler, som begynder med Bent Larsen)
Bent Larsen (født 31. august 1942 i København, Danmark) er en dansk tidligere roer.
Larsen var styrmanden i den danske firer med styrmand, der deltog ved OL 1964 i Tokyo. Roerene i båden var Niels Nielsen, Poul Erik Nielsen, Ole Paustian og Tom Hinsby. Danskerne sluttede på en samlet 11. plads i konkurrencen, hvor 16 både deltog.